# Matinhos
Matinhos is een gemeente in de Braziliaanse deelstaat Paraná. De gemeente telt 23.925 inwoners (schatting 2009).

## Aangrenzende gemeenten
De gemeente grenst aan Guaratuba, Paranaguá en Pontal do Paraná.